# Dean Huijsen
Dean Donny Huijsen Wijsmuller (Amsterdam, 14 aprile 2005) è un calciatore olandese naturalizzato spagnolo, difensore del Real Madrid, della nazionale under 21 spagnola e della nazionale spagnola.

## Biografia
Nato nei Paesi Bassi, si è trasferito a 5 anni in Spagna, a Malaga, con la famiglia; il 20 febbraio 2024 ottiene la cittadinanza spagnola. Suo padre Donny è un ex calciatore.

## Caratteristiche tecniche
È un difensore centrale che, alle notevoli doti tecniche, unisce una buona capacità realizzativa.

## Carriera

### Club

#### Gli inizi, Juventus
Inizia a giocare a calcio nella Costa Unida di Marbella, per poi passare a 10 anni al Malaga.
Nel 2021, a 16 anni, si trasferisce alla Juventus, venendo inserito inizialmente nella squadra under 17 e poi in quella Primavera. Nella seconda parte della stagione 2022-2023 inizia a venire aggregato sempre più spesso alla Juventus Next Gen, la seconda squadra bianconera militante in Serie C. Esordisce tra i professionisti l'8 gennaio 2023, nella sconfitta casalinga per 1-2 contro il Pordenone. Il successivo 15 febbraio, in occasione della semifinale di ritorno della Coppa Italia Serie C contro il Foggia, realizza i suoi primi gol, con una doppietta decisiva nel computo del doppio confronto; quindi l'11 aprile seguente scende in campo da titolare nella finale di ritorno della Coppa, persa 2-3 sul campo del Vicenza. Frattanto, il precedente 2 aprile aveva realizzato anche la sua prima marcatura in campionato, nella sconfitta interna per 1-3 contro la Feralpisalò. Conclude la stagione con 19 presenze e 3 reti.

#### Prestito alla Roma
Nella prima parte della stagione 2023-2024 viene confermato nella rosa della Next Gen, con la quale totalizza 11 presenze, venendo anche inserito in quella della prima squadra di Massimiliano Allegri, con cui debutta il 22 ottobre 2023, subentrando nel corso della classica a San Siro contro il Milan, vinta per 0-1. Il 6 gennaio 2024 passa in prestito oneroso alla Roma. Debutta con i giallorossi il giorno seguente, subentrando nel pareggio casalingo per 1-1 contro l'Atalanta. Il successivo 5 febbraio segna la sua prima rete in Serie A, quella del definitivo 4-0 nella vittoria all'Olimpico contro il Cagliari.

#### Bournemouth
Il 30 luglio 2024 si trasferisce in Inghilterra, acquistato a titolo definitivo dal Bournemouth per 15,2 milioni di euro più 3 di bonus. Debutta con i Cherries il 17 agosto seguente, in Premier League, nella trasferta contro il Nottingham Forest pareggiata 1-1. Il 5 dicembre segna la sua prima rete nel campionato inglese, decidendo la partita interna contro il Tottenham: a 19 anni e 235 giorni, diventa il più giovane nella storia del Bournemouth a trovare il gol in Premier League. Dopo una sola stagione, lascia il club inglese.

#### Real Madrid
Il 17 maggio 2025 viene acquistato a titolo definitivo dal Real Madrid per circa 58 milioni di euro secondo un accordo valido a partire dal 1º giugno successivo, così da partecipare con i blancos alla Coppa del mondo per club FIFA dello stesso anno.

### Nazionale
Tra il 2021 e il 2023 gioca nelle nazionali giovanili under 17, under 18 e under 19 dei Paesi Bassi.
Il 15 febbraio 2024 ottiene la cittadinanza spagnola e il mese successivo, il 15 marzo, viene convocato da Santiago Denia, selezionatore della nazionale under 21 spagnola. La settimana successiva fa il suo debutto con gli spagnoli, nella sconfitta 0-2 contro i pari età della Slovacchia.
Il 17 marzo 2025 viene convocato per la prima volta in nazionale maggiore, con cui esordisce tre giorni dopo nell'andata dei quarti di UEFA Nations League contro i Paesi Bassi (2-2).

## Statistiche

### Presenze e reti nei club
Statistiche aggiornate al 19 agosto 2025.
| Stagione                 | Squadra                  | Campionato               | Campionato | Campionato | Coppe nazionali | Coppe nazionali | Coppe nazionali | Coppe continentali | Coppe continentali | Coppe continentali | Altre coppe | Altre coppe | Altre coppe | Totale | Totale | Totale |
| Stagione                 | Squadra                  | Comp                     | Pres       | Reti       | Comp            | Pres            | Reti            | Comp               | Pres               | Reti               | Comp        | Pres        | Reti        | Pres   | Reti   |        |
| ------------------------ | ------------------------ | ------------------------ | ---------- | ---------- | --------------- | --------------- | --------------- | ------------------ | ------------------ | ------------------ | ----------- | ----------- | ----------- | ------ | ------ | ------ |
| 2022-2023                | Juventus Next Gen        | C                        | 16         | 1          | CI-C            | 3               | 2               | -                  | -                  | -                  | -           | -           | -           | 19     | 3      |        |
| 2023-gen. 2024           | Juventus Next Gen        | C                        | 11         | 0          | CI-C            | 0               | 0               | -                  | -                  | -                  | -           | -           | -           | 11     | 0      |        |
| Totale Juventus Next Gen | Totale Juventus Next Gen | Totale Juventus Next Gen | 27         | 1          |                 | 3               | 2               |                    | -                  | -                  |             | -           | -           | 30     | 3      |        |
| 2023-gen. 2024           | Juventus                 | A                        | 1          | 0          | CI              | 0               | 0               | -                  | -                  | -                  | -           | -           | -           | 1      | 0      |        |
| gen.-giu. 2024           | Roma                     | A                        | 13         | 2          | CI              | 1               | 0               | UEL                | -                  | -                  | -           | -           | -           | 14     | 2      |        |
| 2024-mag. 2025           | Bournemouth              | PL                       | 32         | 3          | FACup+EFL       | 3+1             | 0               | -                  | -                  | -                  | -           | -           | -           | 36     | 3      |        |
| giu.-lug. 2025           | Real Madrid              | PD                       | -          | -          | CR              | -               | -               | UCL                | -                  | -                  | Cmc         | 5           | 0           | 5      | 0      |        |
| 2025-2026                | Real Madrid              | PD                       | 1          | 0          | CR              | -               | -               | UCL                | -                  | -                  |             | -           | -           | 1      | 0      |        |
| Totale Real Madrid       | Totale Real Madrid       | Totale Real Madrid       | 1          | 0          |                 | -               | -               |                    | -                  | -                  |             | 5           | 0           | 6      | 0      |        |
| Totale carriera          | Totale carriera          | Totale carriera          | 74         | 6          |                 | 8               | 2               |                    | 0                  | 0                  |             | 5           | 0           | 87     | 8      |        |

### Cronologia presenze e reti in nazionale
| Cronologia completa delle presenze e delle reti in nazionale ― Spagna | Cronologia completa delle presenze e delle reti in nazionale ― Spagna | Cronologia completa delle presenze e delle reti in nazionale ― Spagna | Cronologia completa delle presenze e delle reti in nazionale ― Spagna | Cronologia completa delle presenze e delle reti in nazionale ― Spagna | Cronologia completa delle presenze e delle reti in nazionale ― Spagna | Cronologia completa delle presenze e delle reti in nazionale ― Spagna | Cronologia completa delle presenze e delle reti in nazionale ― Spagna |
| Data                                                                  | Città                                                                 | In casa                                                               | Risultato                                                             | Ospiti                                                                | Competizione                                                          | Reti                                                                  | Note                                                                  |
| --------------------------------------------------------------------- | --------------------------------------------------------------------- | --------------------------------------------------------------------- | --------------------------------------------------------------------- | --------------------------------------------------------------------- | --------------------------------------------------------------------- | --------------------------------------------------------------------- | --------------------------------------------------------------------- |
| 20-3-2025                                                             | Rotterdam                                                             | Paesi Bassi                                                           | 2 – 2                                                                 | Spagna                                                                | UEFA Nations League 2024-2025 - Quarti di finale                      | -                                                                     | 41’                                                                   |
| 23-3-2025                                                             | Valencia                                                              | Spagna                                                                | 3 – 3 dts (5 – 4 dtr)                                                 | Paesi Bassi                                                           | UEFA Nations League 2024-2025 - Quarti di finale                      | -                                                                     |                                                                       |
| 5-6-2025                                                              | Stoccarda                                                             | Spagna                                                                | 5 – 4                                                                 | Francia                                                               | UEFA Nations League 2024-2025 - Semifinale                            | -                                                                     |                                                                       |
| 8-6-2025                                                              | Monaco di Baviera                                                     | Portogallo                                                            | 2 – 2 dts (5 – 3 dtr)                                                 | Spagna                                                                | UEFA Nations League 2024-2025 - Finale                                | -                                                                     |                                                                       |
| Totale                                                                |                                                                       | Presenze                                                              | 4                                                                     |                                                                       | Reti                                                                  | 0                                                                     |                                                                       |

| Cronologia completa delle presenze e delle reti in nazionale ― Spagna under 21 | Cronologia completa delle presenze e delle reti in nazionale ― Spagna under 21 | Cronologia completa delle presenze e delle reti in nazionale ― Spagna under 21 | Cronologia completa delle presenze e delle reti in nazionale ― Spagna under 21 | Cronologia completa delle presenze e delle reti in nazionale ― Spagna under 21 | Cronologia completa delle presenze e delle reti in nazionale ― Spagna under 21 | Cronologia completa delle presenze e delle reti in nazionale ― Spagna under 21 | Cronologia completa delle presenze e delle reti in nazionale ― Spagna under 21 |
| Data                                                                           | Città                                                                          | In casa                                                                        | Risultato                                                                      | Ospiti                                                                         | Competizione                                                                   | Reti                                                                           | Note                                                                           |
| ------------------------------------------------------------------------------ | ------------------------------------------------------------------------------ | ------------------------------------------------------------------------------ | ------------------------------------------------------------------------------ | ------------------------------------------------------------------------------ | ------------------------------------------------------------------------------ | ------------------------------------------------------------------------------ | ------------------------------------------------------------------------------ |
| 21-3-2024                                                                      | Jerez de la Frontera                                                           | Spagna under 21                                                                | 0 – 2                                                                          | Slovacchia under 21                                                            | Amichevole                                                                     | -                                                                              | 46’                                                                            |
| 26-3-2024                                                                      | Almería                                                                        | Spagna under 21                                                                | 1 – 0                                                                          | Belgio under 21                                                                | Qual. Europeo Under-21 2025                                                    | -                                                                              |                                                                                |
| 6-9-2024                                                                       | Edimburgo                                                                      | Scozia under 21                                                                | 1 – 2                                                                          | Spagna under 21                                                                | Qual. Europeo Under-21 2025                                                    | 1                                                                              |                                                                                |
| 10-9-2024                                                                      | Kecskemét                                                                      | Ungheria under 21                                                              | 0 – 1                                                                          | Spagna under 21                                                                | Qual. Europeo Under-21 2025                                                    | -                                                                              |                                                                                |
| 15-10-2024                                                                     | Algeciras                                                                      | Spagna under 21                                                                | 6 – 0                                                                          | Malta under 21                                                                 | Qual. Europeo Under-21 2025                                                    | -                                                                              |                                                                                |
| 15-11-2024                                                                     | La Línea de la Concepción                                                      | Spagna under 21                                                                | 0 – 0                                                                          | Inghilterra under 21                                                           | Amichevole                                                                     | -                                                                              | 88’                                                                            |
| 19-11-2024                                                                     | Albacete                                                                       | Spagna under 21                                                                | 2 – 1                                                                          | Danimarca under 21                                                             | Amichevole                                                                     | -                                                                              | 46’                                                                            |
| Totale                                                                         |                                                                                | Presenze                                                                       | 7                                                                              |                                                                                | Reti                                                                           | 1                                                                              |                                                                                |